# François Petit (grimpeur)
Pour les articles homonymes, voir François Petit et Petit.
François Petit, né en 1975 à Albertville, est un grimpeur français.
Vainqueur de la coupe du monde d'escalade en 1995 et 1999 et champion du monde en 1997 à Paris, il est depuis 2011 le fondateur et président du groupe Climb Up.

## Biographie
Initiés par leur père à l'escalade dès leur plus jeune âge, François et Arnaud Petit, son grand frère, ont intégré l'équipe de France d'escalade en 1991 et ont marqué pendant plus d'une décennie leur domination lors des compétitions nationales et internationales d'escalade.
François Petit prend sa retraite de sportif de haut niveau en 2005. Titulaire d'un diplôme d'ingénieur de l'INSA Lyon, il travaille au développement d'équipements de salles d'escalade et de parcours aventure. 
Il prend en 2007 la direction du Mur de Lyon, la plus grande salle d'escalade en France, et intègre en 2010 la direction technique nationale de la Fédération française de la montagne et de l'escalade comme entraîneur de l'équipe de France de bloc.
Il rachète en 2011 la salle lyonnaise pour fonder Climb Up, entreprise spécialisée dans la création et l’exploitation de salles d’escalade.

## Palmarès

### Championnats du monde
- 1997 à Paris,  France
  -  Médaille d'or en difficulté
- 2001 à Winterthour,  Suisse
  -  Médaille de bronze en difficulté

### Coupe du monde
- Vainqueur de la Coupe du monde d'escalade en 1995 et 1999.

### Championnats d'Europe
- 1996 à Paris,  France
  -  Médaille d'argent en difficulté
- 1992 à Francfort-sur-le-Main,  Allemagne
  -  Médaille d'argent en difficulté

### Championnats de France
- 1991
- 1996 : Vainqueur à Mur Mur Pantin
- 1997